# Броссенк
Броссе́нк (фр. и окс. Brossainc) — коммуна во Франции, находится в регионе Рона — Альпы. Департамент коммуны — Ардеш. Входит в состав кантона Серьер. Округ коммуны — Турнон-сюр-Рон.
Код INSEE коммуны — 07044.
Коммуна расположена приблизительно в 430 км к юго-востоку от Парижа, в 50 км южнее Лиона, в 70 км к северу от Прива.

## Население
Население коммуны на 2008 год составляло 188 человек.
| 1962 | 1968 | 1975 | 1982 | 1990 | 1999 | 2008 |
| ---- | ---- | ---- | ---- | ---- | ---- | ---- |
| 152  | 166  | 143  | 135  | 142  | 165  | 188  |

## Экономика
В 2007 году среди 120 человек в трудоспособном возрасте (15—64 лет) 85 были экономически активными, 35 — неактивными (показатель активности — 70,8 %, в 1999 году было 70,9 %). Из 85 активных работали 79 человек (43 мужчины и 36 женщин), безработных было 6 (2 мужчин и 4 женщины). Среди 35 неактивных 13 человек были учениками или студентами, 13 — пенсионерами, 9 были неактивными по другим причинам.

## Достопримечательности
- Церковь в романском стиле